# Терешкинас, Андрюс
Андрюс (Андреюс) Терешкинас (лит. Andrius (Andrėjus) Tereškinas; 10 июля 1970, Тельшяй) — литовский футболист, левый защитник. Выступал за национальную сборную Литвы. Неоднократный чемпион Литвы и Латвии.

## Биография
В русскоязычной прессе его иногда называли Андрей Терешкин или Терёшкин.

### Клубная карьера
На взрослом уровне начал выступать в 1989 году в составе вильнюсского «Жальгириса». Дебютный матч за команду сыграл 7 мая 1989 года в Кубке Федерации против тбилисского «Динамо», также провёл один матч в Кубке СССР — 12 ноября 1989 года против московского «Локомотива». В чемпионате СССР играл только за дублирующий состав.
После выхода литовских команд из чемпионата СССР выступал в 1990 году в составе «Жальгириса» в чемпионате Прибалтики (19 матчей, 3 гола) и чемпионате Литовской ССР (5 матчей).
С 1991 года играл за «Жальгирис» в независимом чемпионате Литвы. Неоднократно становился чемпионом и призёром чемпионата, обладателем Кубка Литвы. В этот период сыграл более 100 матчей за вильнюсский клуб.
В 1996 году вместе с Эдгарасом Янкаускасом перешёл на правах аренды в московский ЦСКА, но не выдержал конкуренции с Валерием Минько и сыграл только один матч — 20 августа 1996 года в Кубке УЕФА против исландского «Акранеса». Осенью 1997 года выступал в Польше за «Стомиль» (Ольштын).
С середины 1998 года в течение четырёх сезонов играл за латвийский «Сконто». Становился четырёхкратным чемпионом Латвии (1998, 1999, 2000, 2001), трёхкратным обладателем Кубка Латвии (1998, 2000, 2001). В 1999 году стал финалистом Кубка страны и в финальном матче с «Ригой» в серии пенальти не забил решающий удар. Зимой 2000/01 годов был отдан в аренду в клуб четвёртого дивизиона Англии «Маклсфилд Таун», но за четыре месяца только один раз вышел на поле.
В конце карьеры снова выступал за «Жальгирис», а также за греческий «Фостирас-Таврос» (Афины), казахстанскую «Алма-Ату», литовский «Интерас» (Висагинас) и норвежский «Фальк» (Хортен). Завершил карьеру в возрасте 38 лет.
После окончания игровой карьеры работал тренером в Норвегии с клубом «Турнлаг» (Росендаль) и в Англии с детскими командами. Имеет тренерскую лицензию «А». С 2012 года работает скаутом лондонского «Арсенала».

### Карьера в сборной
Первый официальный матч за сборную Литвы сыграл 17 ноября 1991 года против Латвии. Первый гол за национальную команду забил 12 августа 1992 года, также в ворота сборной Латвии. Последний матч за сборную сыграл опять же с латышами 6 февраля 2000 года.
Всего на счету футболиста 56 матчей и 3 гола за сборную Литвы.

## Достижения
- Победитель чемпионата Прибалтики: 1990
- Чемпион Литвы: 1991, 1991/92
- Серебряный призёр чемпионата Литвы: 1992/93, 1993/94, 1994/95, 1996/97, 1997/98
- Бронзовый призёр чемпионата Литвы: 1990, 1995/96
- Обладатель Кубка Литвы: 1991, 1993, 1994, 1997, 2003
- Финалист Кубка Литвы: 1990, 1992, 1995
- Чемпион Латвии: 1998, 1999, 2000, 2001
- Обладатель Кубка Латвии: 1998, 2000, 2001
- Финалист Кубка Латвии: 1999
- Победитель Кубка Балтии (среди сборных): 1991, 1992, 1994